# Шеньо, Флоран
Флора́н Шеньо́ (фр. Florent Chaigneau; родился 21 марта 1984 года, Ла-Рош-сюр-Йон, Франция) — французский футболист, вратарь.

## Клубная карьера
Флоран Шеньо является воспитанником «Ренна». Играл за резервную команду клуба. За «Ренн» дебютировал в матче против «Ланса», заменив Петера Чеха на 31-й минуте. Всего за клуб сыграл 8 матчей, где пропустил 16 мячей.
12 августа 2005 года был отдан в аренду в «Брайтон энд Хоув Альбион». За клуб дебютировал в матче кубка АФЛ против «Шрусбери Таун». Всего за клуб сыграл 3 матча, где пропустил 6 мячей.
12 июля 2006 года отправился в аренду в «Тулон». Свой первый матч в футболке клуба провёл 5 августа в матче против «Шательро», где отстоял насухо. Всего за клуб сыграл 15 матчей, где пропустил 16 мячей.
1 июля 2007 года ушёл из «Ренна» свободным агентом, а через 2 года перешёл в «Вандея Пуаре-сюр-Ви», где сыграл 31 матч. 1 июля 2011 года перешёл в «Лорьян». Свой первый матч за клуб провёл против футбольного клуба «Олимпик Лион». Играл за резервную команду. Всего за клуб сыграл 23 матча, где пропустил 26 мячей.
Играл за «Монтаньярд», после чего завершил карьеру.

## Карьера в сборной
За сборную Франции до 16 лет сыграл на чемпионате Европы как минимум два матча, где пропустил 1 мяч.
За сборную Франции до 17 лет сыграл на победном для его команды чемпионате мира 2001 года все 6 матчей, где пропустил 8 мячей.
За сборную Франции до 19 лет сыграл 3 матча на чемпионате Европы 2003, а также матчи в квалификации. За молодёжную сборную Франции сыграл 1 матч против Нидерландов.